# Parafia Matki Bożej Wspomożenia Wiernych w Jaworniku Niebyleckim
Parafia Matki Bożej Wspomożenia Wiernych w Jaworniku Niebyleckim – parafia rzymskokatolicka znajdująca się w diecezji rzeszowskiej w dekanacie Czudec. Erygowana 24 sierpnia 2008 roku. Mieści się w Jaworniku Niebyleckim pod numerem 126.